# Bauhinia tomentosa
Bauhinia tomentosa hay móng bò vàng là một loài thực vật có hoa trong họ Đậu. Loài này được L. miêu tả khoa học đầu tiên.

## Hình ảnh

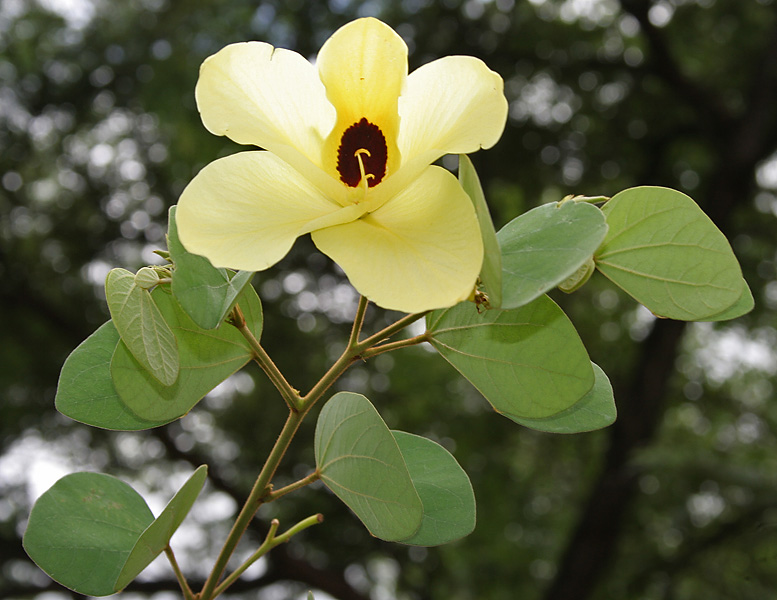
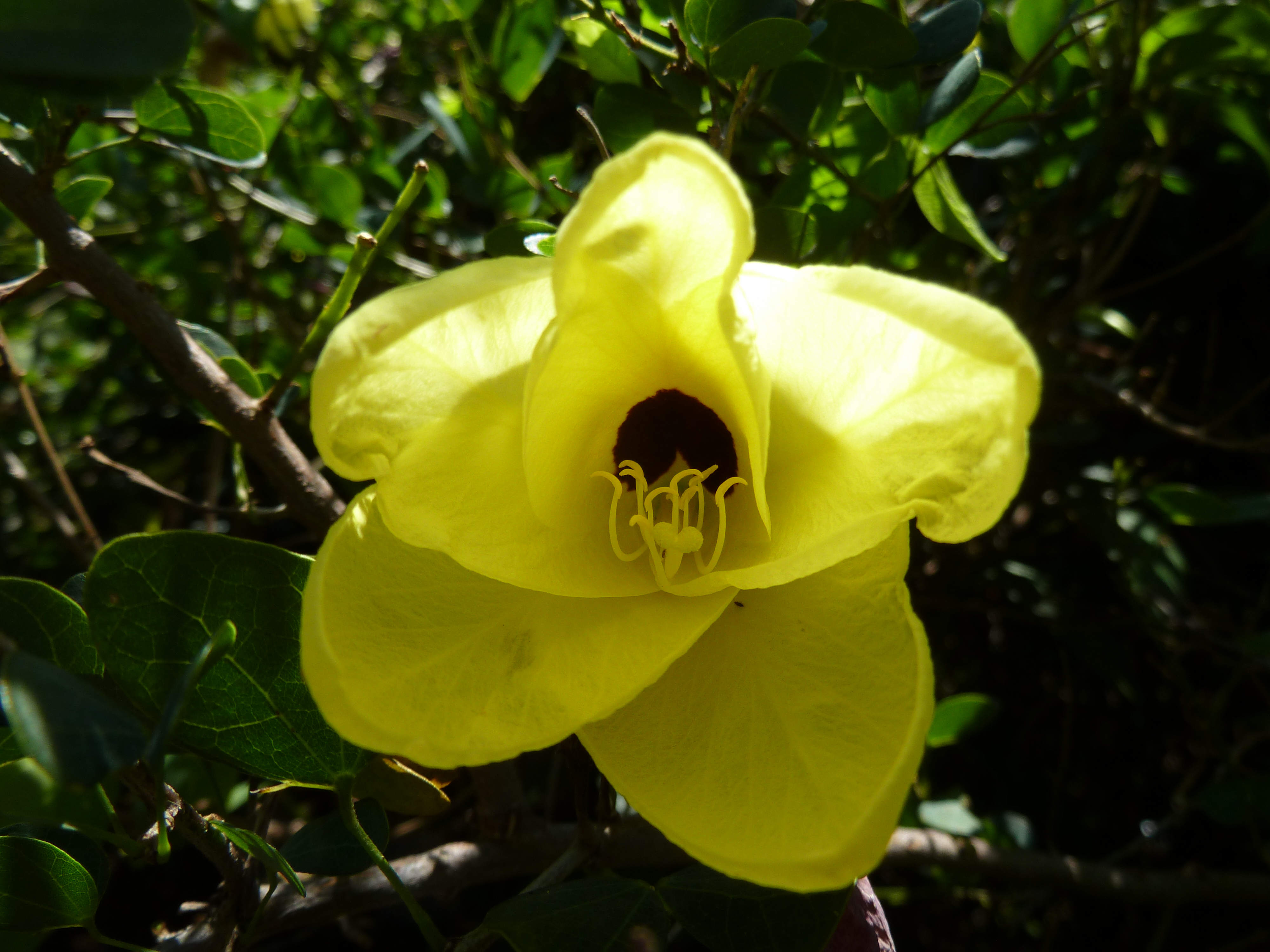
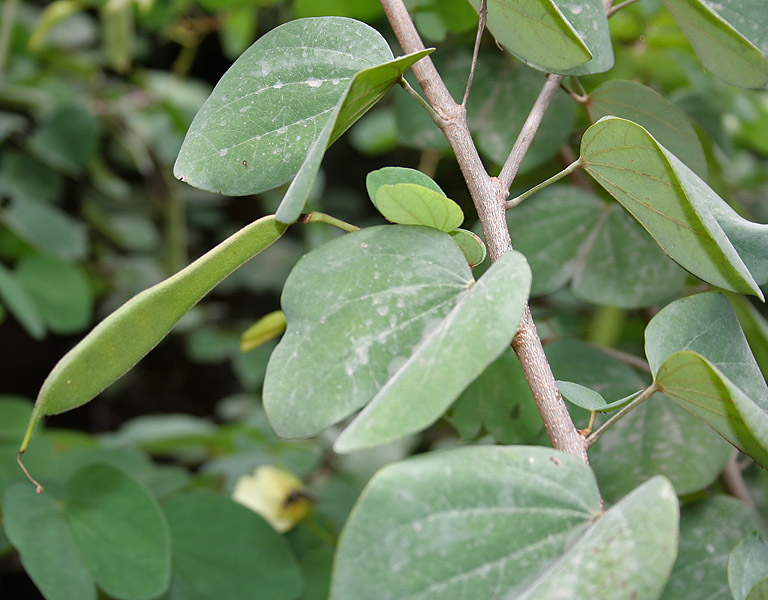
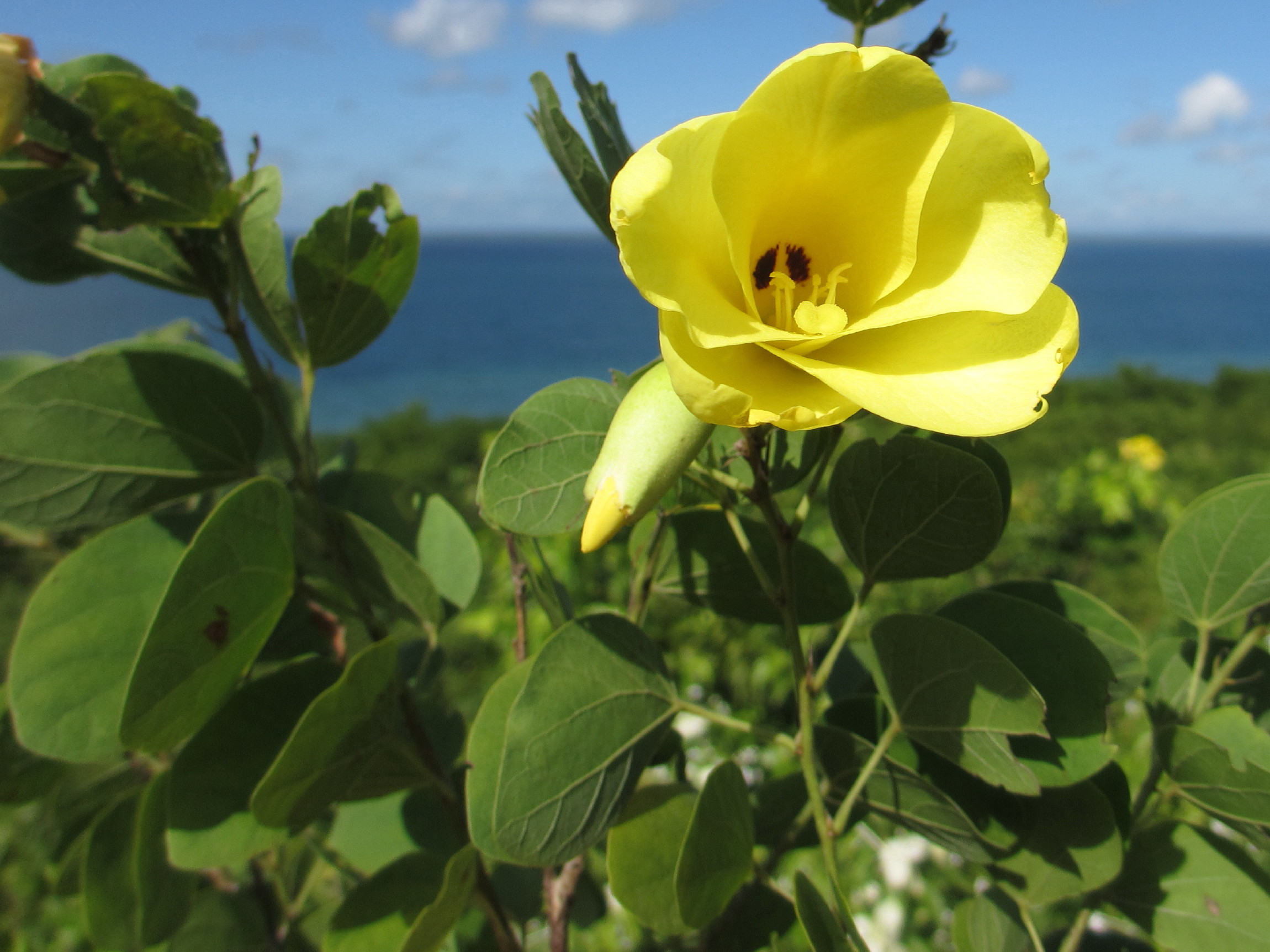
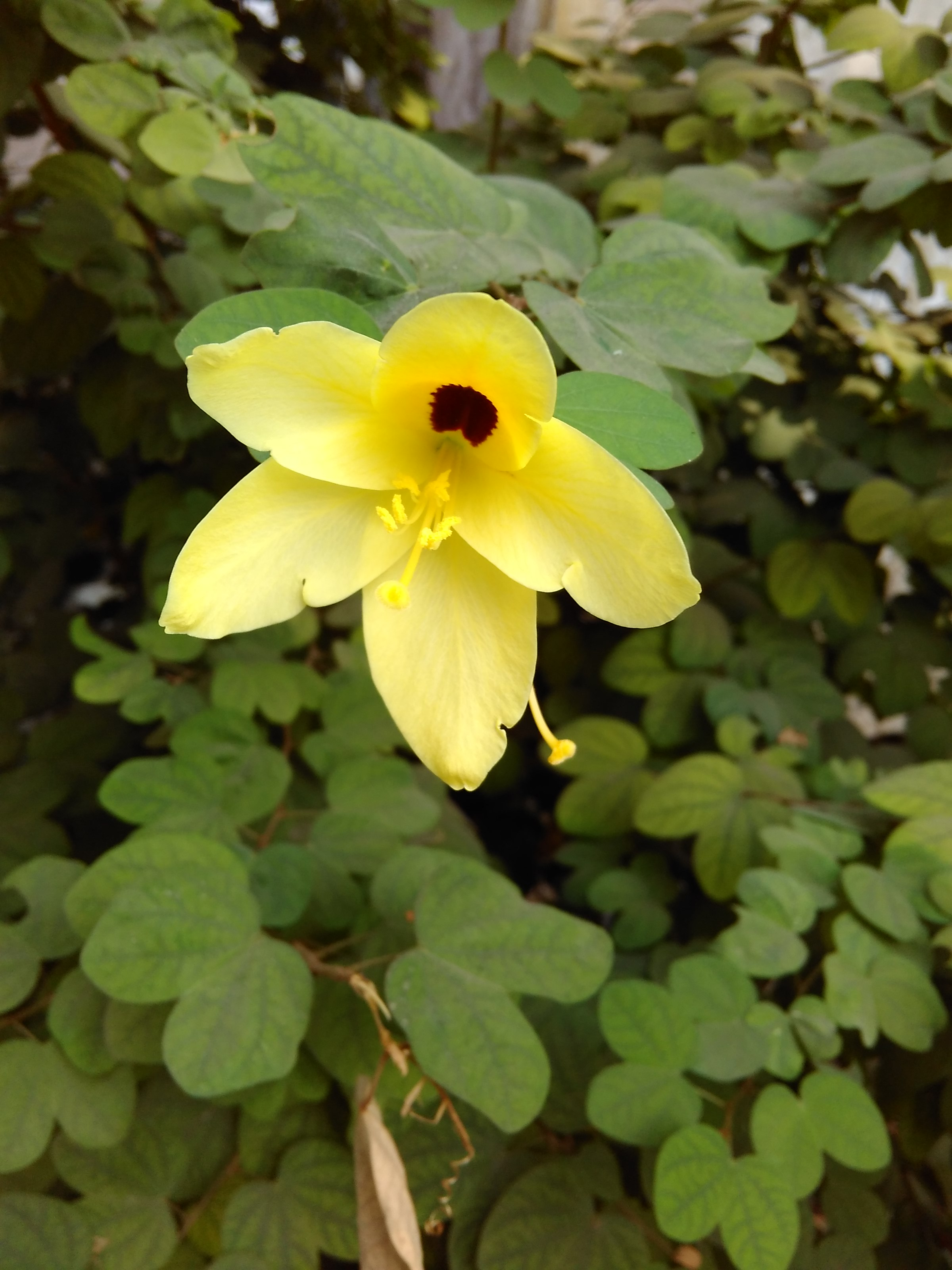